# У Цзао
Ву Дзао (кит. трад. 吳藻, спр. 吴藻, піньїнь: Wu Zao, акад. У Цзао; 1799–1862) — китайська поетеса.
Також відома як Ву Піньсян (кит. трад. 吳苹香, спр. 吴苹香, піньїнь: Wu Pinxiang, акад. У Піньсян) та Юшеньдзи (кит. 玉岑子, піньїнь: Yushenzi, акад. Юшеньцзи).

## Життєпис
Народилася в родині купця в містечку Женьхе (нині Ханчжоу), в провінції Чжецзян. Одружилася з купцем на ім'я Хван (піньїнь Huang). Її сучасники відзначали, що батько та чоловік Ву Дзао «навряд чи колись брали до рук книжки».
Вона стала відома завдяки своїм віршам у жанрі ци. Її ци вважаються одними з найкращих у династії Цін. Вона також писала вірші у формі саньцю (кит. трад. і спрощ. 散曲; піньїнь sǎnqǔ). Добре грала на ціні — струнному інструменті. Ву написала оперу (дзадзю) «Читаю Лісао та п'ю» (піньїнь Yinjiu du Sao; англ. «Reading the „Li Sao“ While Drinking»), також відому як Цяоїн (піньїнь Qiaoying), тобто «Підроблений образ» (англ. «The Fake Image»). Було опубліковано дві збірки її творів: «Хвалянь ци» (піньїнь Hualian ci; англ. «Flower Curtain Lyrics»; укр. «Вірші квіткової завіси») та «Сяннань сюебей ци» (піньїнь Xiangnan xuebei ci; англ. «Lyrics from South of the Fragrance and North of the Snows»; укр. «Вірші з півдня пахощів та з півночі снігу»). Ву Дзао була ученицею поета Чень Веньшу (кит. трад. 陳文述; кит. спрощ. 陈文述; піньїнь Chen Wenshu; 1775 — 1845). Вона була однією з багатьох поетес початку ХІХ століття, які писали про роман «Сон у червоному теремі».
У літньому віці Ву прийняла буддизм.

## Переклади
Деякі її твори перекладали англійською мовою, зокрема це робив Ентоні Ю (Anthony Yu).